# W Motors
La W Motors è una società produttrice di auto di lusso di Dubai, fondata a Beirut, in Libano nel 2012 da Ralph R. Debbas.
Si è presentata come il primo produttore medio-orientale di vetture sportive, anche se la produzione inizialmente è avvenuta in diversi stabilimenti in Europa, anche in Italia nello stabilimento Magna Steyr di Torino.
L'azienda ha anche collaborazioni con la Studiotorino per il design delle vetture e con la Ruf Automobile per le motorizzazioni, per la creazione dei propri modelli.

## Modelli (lista parziale)
- Lykan HyperSport
- Fenyr SuperSport